# بنسيون دلال (فلم)
بنسيون دلال: فيلم كوميدي مصري، بدأ عرضه في 10 أكتوبر 2024.

## ملخص القصة
يقرر سيد الجدع خداع أبنائه الخمسة ويبيع البنسيون الذي يشاركونه ملكيته، فيحاول ابنه مجاهد إقامة حفلة غنائية في البنسيون لتحقيق مكاسب، ويسعى عادل ليصبح مطربًا. أما الابنة عايدة الناشطة النسوية تدعو عددًا من أصدقائها ومتابعيها لتصوير فيلم عن التحرش. كذلك يستضيف الابن المتشدد دينيًا أمير جماعته، ويخطط الابن باستاردو سرقة البنك المجاور للبنسيون، لكن تتشابك الخطوط وتتعقد بسبب مفاجأة غير متوقعة للجميع.

## إنتاج الفيلم
الفيلم من إخراج شادي الرملي، وتأليف حسين نيازي، وشادي الرملي، ومن بطولة بيومي فؤاد، عمر مصطفى متولي، وليد فواز، محمد رضوان، طاهر أبو ليلة، إبرام سمير، خالد سرحان، غادة طلعت،محمود حافظ، أمجد الحجار، جيهان خيري، ألحان المهدي، إسراء رخا، ميشيل ميلاد، يوسف إسماعيل، أمجد عابد، أسامة عبد الله، سلمى المحجوبية (سلمى محجوبي)، و ضيفة الشرف نسرين أمين.

## إيرادات الفيلم
حقق الفيلم في المملكة العربية السعودية إيرادات بلغت 2.9 مليون ريال (37 مليون جنيه مصري).وحقق إيرادات بلغت 152,192 دولار (+7.4 مليون جنيه مصري) في الإمارات.بينما حقق في مصر إيرادات بلغت 2,347,804 جنيه مصري.